# Черрон, Эл
Эл Черрон (англ. Al Charron, родился 27 июля 1966 года в Оттаве) — канадский регбист, игравший на позициях во второй и третьей линии (несколько матчей провёл на позиции пропа). Участник четырёх чемпионатов мира, на протяжении 14 лет вплоть до июня 2017 года обладатель рекорда по числу игр за сборную Канады (76 матчей, все начинал в стартовом составе).

## Биография
Уроженец Оттавы, окончил среднюю школу Хилкрест и университет Карлтон. Начинал карьеру в любительском клубе «Оттава Айриш». На профессиональном уровне выступал за английские клубы «Бристоль Шотганс» и «Мозли», а также за французские клубы «Сексьон Палуаз» и «Дакс». За время выступлений в Англии он дважды становился лучшим игроком сезона по версии болельщиков — в сезонах 1996/1997 (Мозли) и 1998/1999 (Бристоль). В 1999 году признан лучшим регбистом по версии телекомпании BBC Points West (Западная Англия), ещё два раза признавался лучшим регбистом года в Канаде.
Черрон в составе команды Восточного Онтарио выиграл межрегиональный чемпионат в 1992 году, в составе команды Онтарио выигрывал чемпионат провинций в 1995 и 1996 годах. За сборную Канады он выступил на чемпионатах мира 1991, 1995, 1999 и 2003 годов. В 1991 году его команда выиграла у Фиджи и Румынии, проиграв в группе Франции и в четвертьфинале в Новой Зеландии. Он стал одним из трёх представителей Онтарио, сыгравших в четвертьфинале против новозеландцев в стартовом составе — остальные 12 игроков представляли Британскую Колумбию. Осенью 1993 года Черрон в матче против Уэльса, выступая во второй линии на месте травмированного Норма Хэдли, занёс известнейшую попытку против Уэльса и принёс канадцам победу. В 1993 году он же сыграл на чемпионате мира по регби-7 за канадскую команду.
В 2003 году Черрон сыграл на четвёртом Кубке мира в своей карьере, восстанавливаясь после травмы колена и выйдя на поле в ранге капитана. В мае того года он перенёс серьёзную операцию на правом колене и через 4,5 месяцев вернулся в строй. До этого сыграть на четырёх чемпионатах мира довелось только Гарету Рису. Также Черрон сыграл вместе с Родом Сноу в составе сборной мира против Аргентины в матче к столетию со дня появления регби в Аргентине. Также он отметился пятью выступлениями в составе легендарного клуба звёзд «Барбарианс» (пять игр, одна попытка). За сборную в 76 играх — национальный рекорд до июня 2017 года — он занёс 9 попыток. Карьеру завершил после чемпионата мира и матча против Тонга.
В 2007 году Черон уже как член тренерского штаба приехал на чемпионат мира по регби во Франции. Ныне он занимается организаторской и управленческой деятельностью в Регби Канада.

## Стиль игры
При своём росте и весе он считался одним из сильнейших канадских регбистов, отличался высокой выносливостью и работоспособностью, а также самоотдачей и лидерскими качествами. Благодаря последним Черрон провёл 25 матчей в ранге капитана сборной — такое же достижение и у Гарета Риса.

## Личная жизнь и почести
Жена — Аннет, сын — Райлан.
Эл Черрон включён в Зал славы Восточного Онтарио, Зал славы Онтарио, Зал спортивной славы Оттавы и считается одним из 100 выдающихся регбистов Оттавы. Именем Эла Черрона назван национальный тренировочный центр Регби Канада.
В 2017 году включён в Регбийный зал славы IRB, став третьим канадцем после Гарета Риса и Хезер Мойс, попавшим в Регбийный зал славы.